# Alžbeta Bačíková

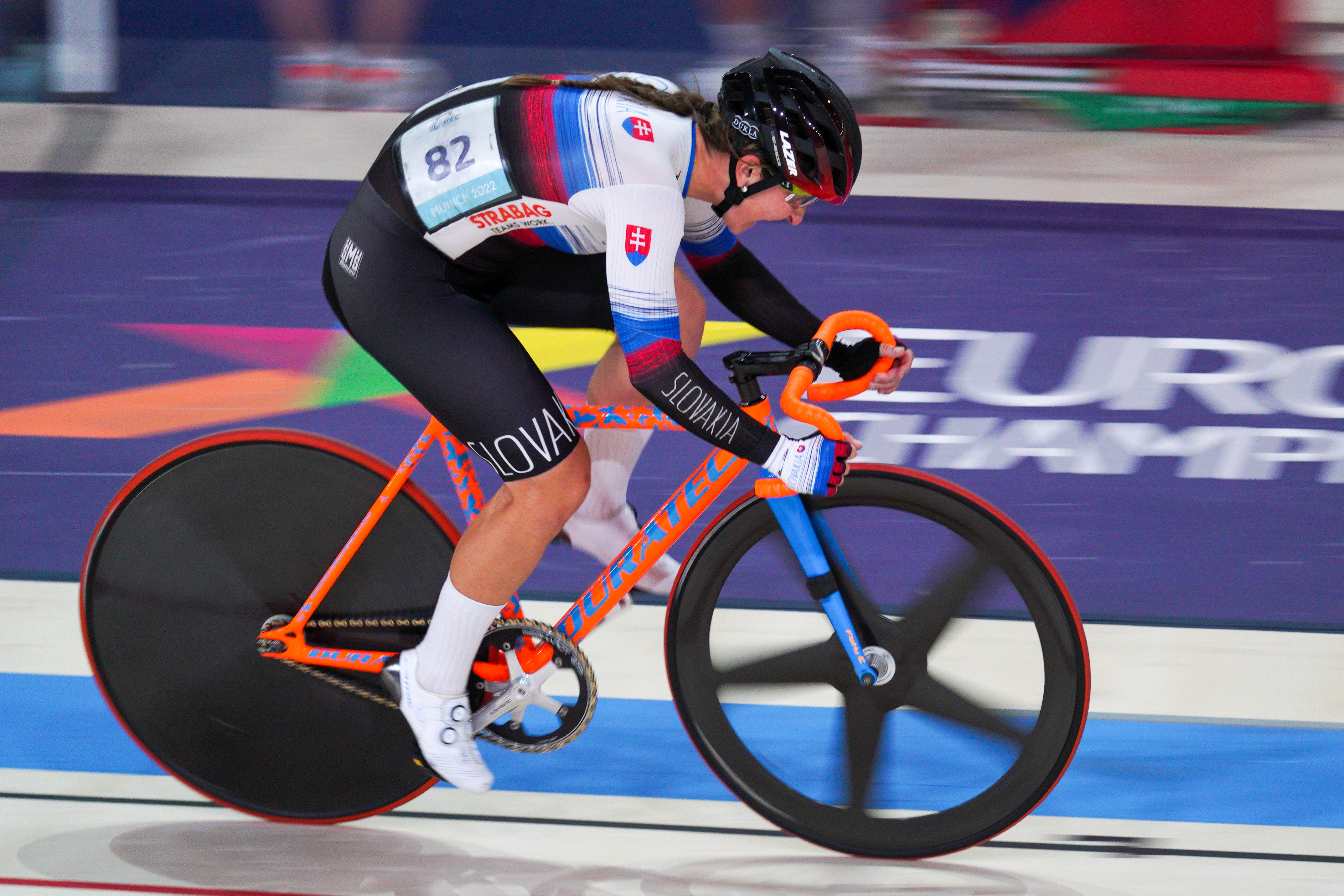
Bačíková im Punktefahren des Omniums bei der EM 2022

Alžbeta Bačíková, geborene Pavlendová, (* 6. Februar 1990 in Krupina, Tschechoslowakei) ist eine slowakische Radsportlerin.

## Sportliche Laufbahn
Alžbeta Pavlendová begann ihrer Radsportlaufbahn bei Querfeldeinrennen. 2009 wurde sie erstmals slowakische Meisterin im Straßenrennen. Bis 2017 errang sie insgesamt acht Titel in Straßenrennen und Einzelzeitfahren.
Seit 2012 ist Pavlendová auch verstärkt auf der Bahn aktiv. Bei den UEC-Bahn-Europameisterschaften 2012 wurde sie Achte im Omnium, bei den UCI-Bahn-Weltmeisterschaften 2013 Achte im Scratch. Sowohl 2014 als auch 2015 wurde sie dreifache nationalen Meisterin im Punktefahren, im Scratch und im Omnium. 2015 wurde sie bei WM sowie EM jeweils Fünfte im Scratch. Bei den UEC-Bahn-Europameisterschaften 2017 belegte sie, nun unter ihrem Ehenamen Bačíková, Platz neun im Scratch.

## Erfolge

### Straße
2009
- Slowakische Meisterin im Einzelzeitfahren

2010
- Slowakische Meisterin im Einzelzeitfahren

2012
- Slowakische Meisterin im Straßenrennen und Einzelzeitfahren

2013
- Slowakische Meisterin im Einzelzeitfahren

2015
- Slowakische Meisterin im Straßenrennen

2017
- Slowakische Meisterin im Straßenrennen
- Horizon Park Women Challenge

2019
- Slowakische Meisterin im Straßenrennen

### Bahn
2014
- Slowakische Meisterin – Punktefahren, Scratch und Omnium

2015
- Slowakische Meisterin – Punktefahren, Scratch und Omnium

2018
- Slowakische Meisterin – Scratch

2019
- Slowakische Meisterin – Punktefahren, Scratch und Omnium

2020
- Slowakische Meisterin – Ausscheidungsfahren, Omnium, Punktefahren, Scratch